# Прапор Кабо-Верде
Прапор Кабо-Верде — один з офіційних символів держави Кабо-Верде. Прийнятий 22 вересня 1992. Пропорції: 4:7.
Є п'ятьма горизонтальними різновеликими смугами. Верхня смуга блакитного кольору займає половину ширини прапора. Далі — смуги білого, червоного і білого кольорів, що займають 1/12 частина прапора кожна. Нижня смуга — блакитного кольору — займає чверть прапора. Поверх смуг в лівій частині прапора внизу поміщено десять п'ятипроменевих зірок, створюючих коло. Центр кола припадає на середину червоної смуги.
Блакитний колір прапора символізує океан, 10 зірок — кількість великих населених островів.